# Simophilus palaestinus
Simophilus palaestinus är en mångfotingart som först beskrevs av Karl Wilhelm Verhoeff 1925.  Simophilus palaestinus ingår i släktet Simophilus och familjen storjordkrypare.
Artens utbredningsområde är Israel. Inga underarter finns listade i Catalogue of Life.